# Dominitwerke

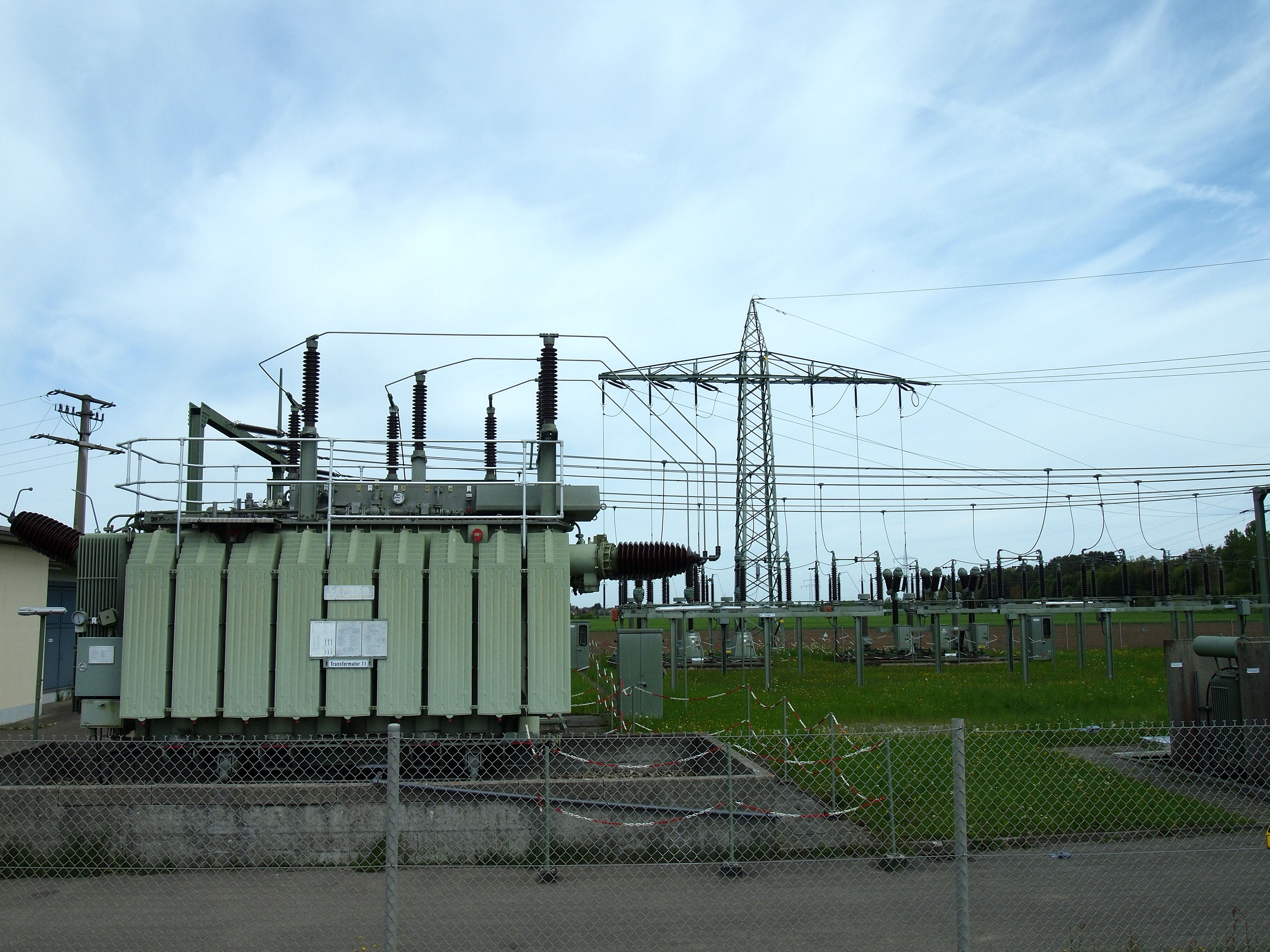
40MVA-Leistungstransformator von Lepper-Dominit, Baujahr 1978

Die Dominitwerke GmbH war eine von 1921 bis 1975 bestehende Grubenlampenfabrik in Brilon im Hochsauerlandkreis (Nordrhein-Westfalen). Der Firmenname leitete sich von Dynamit ab, das Firmenzeichen symbolisiert die Bändigung der Kraft und wurde im Volksmund die Boxer genannt. Da der Schwerpunkt der Kundschaft im Ruhrgebiet lag, kam der Sitz der Verwaltung nach Dortmund.

## Geschichte
Die Fabrik wurde im Mai 1921 von den Besitzern der Sprengstoff-Fabriken Hoppecke AG in Köln und Viktor Pawelecki sowie Gustav Dupuis gegründet. Sie war eine Abteilung der Sprengstoff-Fabriken Hoppecke. Die zuständige Bergbehörde hatte aus Sicherheitsgründen für alle Steinkohlezechen, die durch Schlagwetter gefährdet waren, einen Austausch der bisher genutzten Benzinlampen angeordnet. So mussten hunderttausende von Grubenlampen durch elektrisches Geleucht ersetzt werden. Im Ersten Weltkrieg war im Bremecketal bei Hoppecke eine Sprengstofffabrik explodiert, sie durfte nach den Friedensverträgen den Betrieb auch nicht wieder aufnehmen. In diesen ehemaligen Werksanlagen wurde die Grubenlampenfabrik hochgezogen. Der Akkumulator, ein wichtiger Bestandteil der Lampen, wurde schon in den eigenen Fabriken der Hoppecke AG hergestellt. In der damaligen Zeit war es üblich, die Grubenlampen an die Bergbauunternehmen zu vermieten und pro verfahrener Schicht einen bestimmten Betrag zu kassieren. Am 1. April 1922 wurden die ersten 2.000 Leuchten an eine Schachtanlage ausgeliefert, bis 1925 waren ca. 30.000 Leuchten in Bewirtschaftung.
1927 übernahm die Accumulatorenfabrik AG Hagen die Dominit und führte sie als Tochterfirma weiter. 1925 wurde das Lieferprogramm um die Herstellung von Kleintransformatoren erweitert, da gemäß einer Verfügung der Behörden die bis dahin übliche Wechselspannung auf ungefährlichen Spannungsstrom herabgesetzt werden musste. Die Kabel-Handleuchten wurden nur noch mit Schutzkleinspannungen bis 24 V betrieben und ausgeliefert. Während des Zweiten Weltkrieges wurde mit der Produktion von Leistungstransformatoren begonnen, 1944 waren solche mit einer Leistung von 1 MVA möglich. In dieser Zeit wurde die Verwaltung von Dortmund nach Brilon verlegt. Nach dem Krieg steuerte die Fabrik zielstrebig zum Aufbau der deutschen Wirtschaft bei. Unterstützt wurde sie von ihrer Muttergesellschaft und von Günther Quandt, dessen Sohn Herbert etliche Jahre Vorsitzender des Aufsichtsrates der Dominit war. Die Produktion von Starkstromkondensatoren nahm beträchtlich zu, von den Energieversorgungsunternehmen wurde die Einführung einer Blindstromklausel angestrebt. Die Industriellen Abnehmer sollten nicht nur den abgenommenen Wirkstrom, sondern auch einen Teil des Blindstromes bezahlen. Ein entsprechendes Gesetz wurde später erlassen.
Ab 1950 wurden Leistungskondensatoren und Elektrolytkondensatoren produziert, und erste Steuergeräte zur automatischen Blindleistungskompensation. Die Rundfunk-, Fernseh- und die Blitzlicht-Industrie wurden mit hochspannungsfesten Kondensatoren beliefert. Neben den Grubenlampen entwickelte die Dominit verschiedene explosionsgeschützte und ungeschützte Leuchten und Spezialleuchten sowie Notbeleuchtungsanlagen und automatische Ladeeinrichtungen für Nickel-Cadmium-Akkumulatoren. Die ersten Grubenleuchten mit einer Leuchtstofflampe in Spiralform gingen 1950 in die Produktion, die Plexiglasglocke und ein vernickteltes Gehäuse aus Stahlblech sorgten für die notwendige Robustheit. Die Gründung eines Zweigwerkes erfolgte 1960 in Wulmeringhausen, es firmierte unter dem Namen Trafo- und Gerätebau GmbH. Die Dominitwerke produzierten bis 1975 und hatten in den 1960er Jahren um 1.500 Mitarbeiter, die Beratung der Kunden war Aufgabe von 19 werkseigenen Verkaufs- und Ingenieurbüros, die über Deutschland verteilt waren.

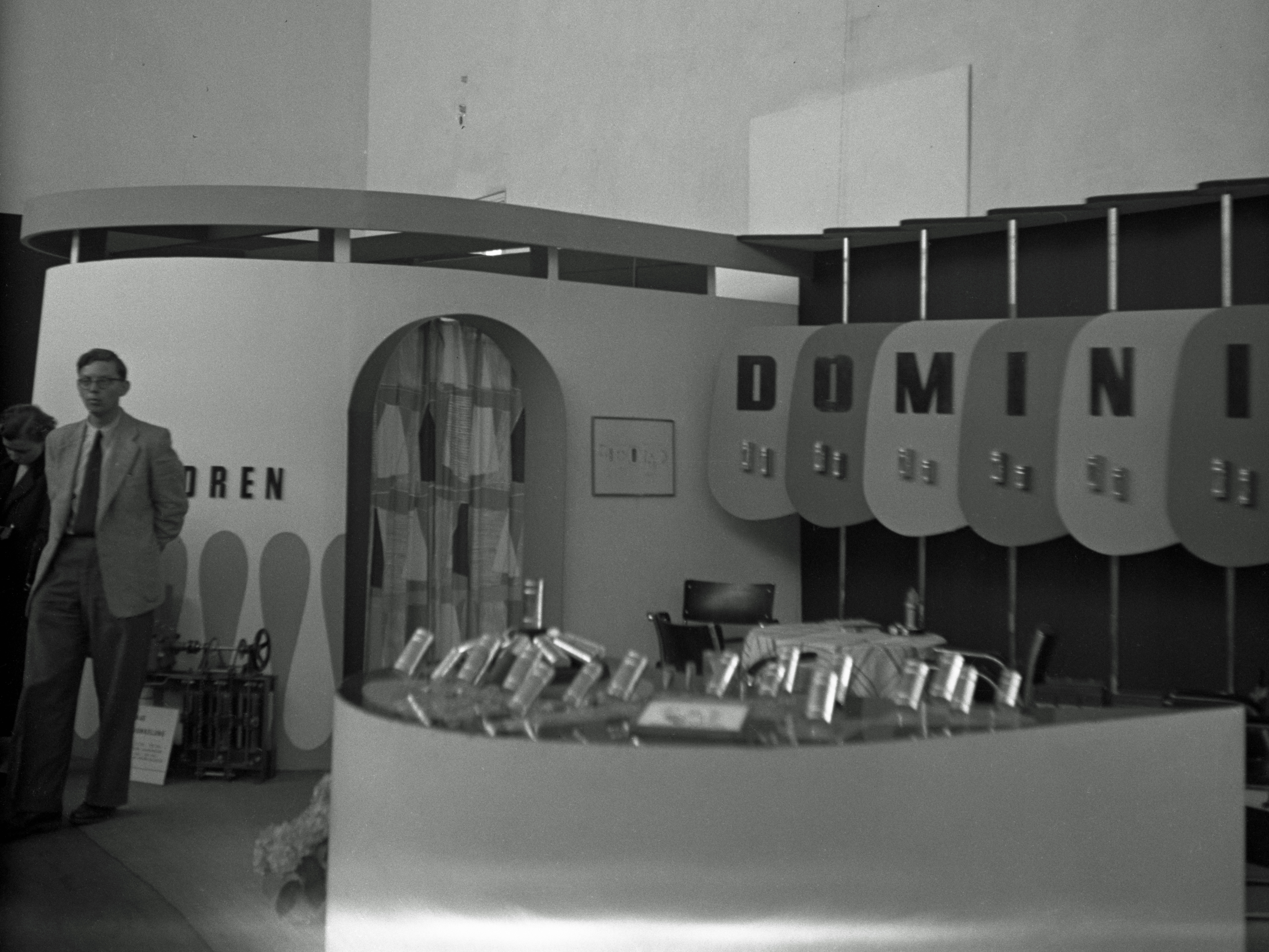
Photokina 1954
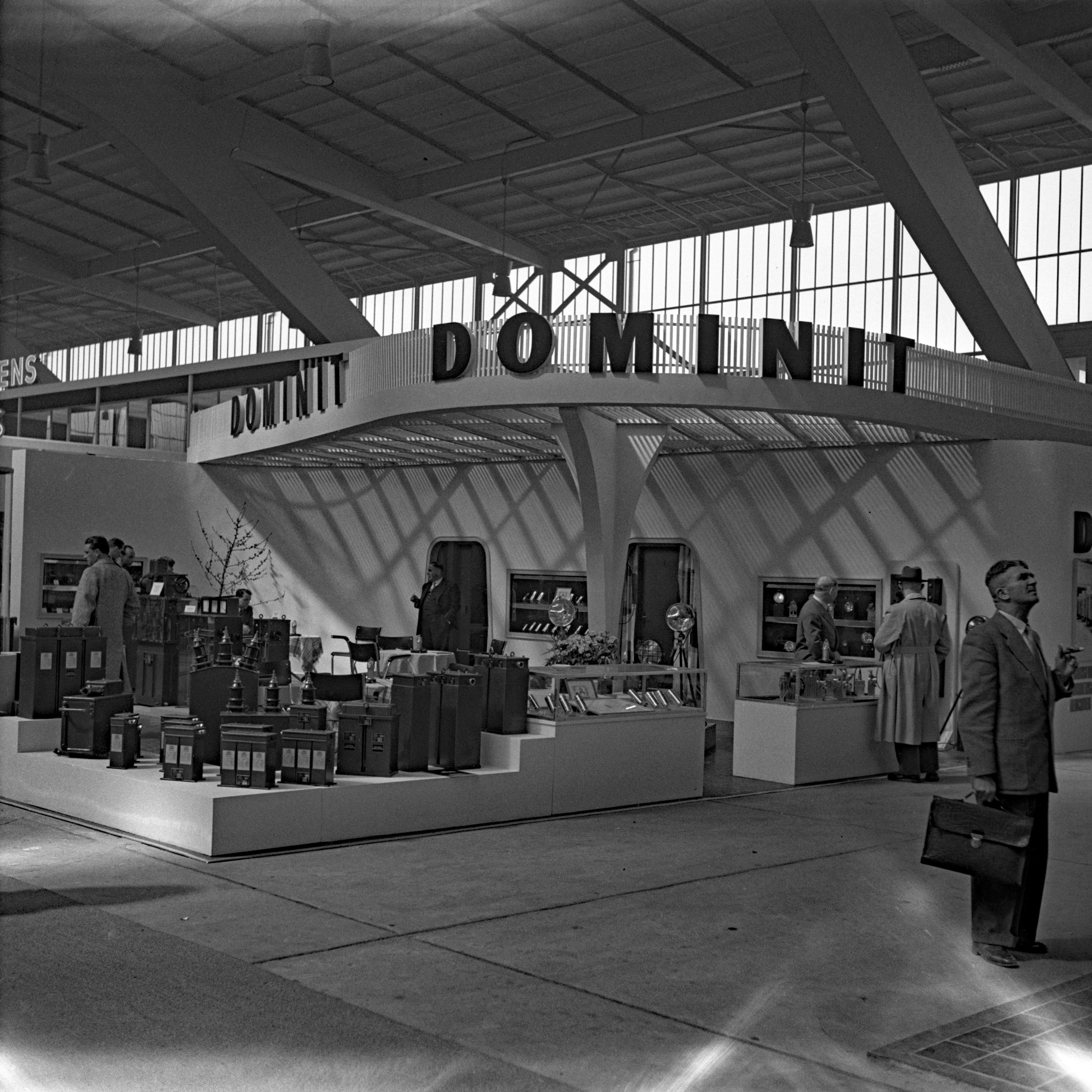
Hannover-Messe 1954

## Weblink
- Website des Nachfolgeunternehmens Condensator-Dominit